# Phù Lãng
Phù Lãng là một xã thuộc tỉnh Bắc Ninh, Việt Nam.

## Địa lý
Xã Phù Lãng có vị trí địa lý:
- Phía đông giáp phường Chí Linh, thành phố Hải Phòng
- Phía tây giáp phường Đào Viên
- Phía nam giáp các xã Nhân Thắng và Cao Đức
- Phía bắc giáp các phường Yên Dũng, Cảnh Thụy và xã Đồng Việt.

Xã Phù Lãng có diện tích 28,15 km², dân số 26.964 người, mật độ dân số đạt 957 người/km².

## Lịch sử
Ngày 16 tháng 6 năm 2025, Ủy ban Thường vụ Quốc hội ban hành Nghị quyết số 1658/NQ-UBTVQH15 của UBTVQH về việc sắp xếp các đơn vị hành chính cấp xã của tỉnh Bắc Ninh năm 2025. Theo đó, sắp xếp toàn bộ diện tích tự nhiên, quy mô dân số của các xã Châu Phong, Đức Long và Phù Lãng thành xã mới có tên gọi là xã Phù Lãng.

## Văn hóa
Nơi đây nổi tiếng với làng gốm Phù Lãng, làng nghề cổ truyền từ xa xưa của vùng Kinh Bắc.
Phù Lãng có trung tâm chính là phố Lê Dương hay còn gọi là Ngã 3 cảm tử, xưa gọi là thôn Phấn Trung, nay là thôn Phù Lãng.